# 张家界荷花国际机场
张家界荷花国际机场（曾称大庸机场、大庸张家界机场、张家界荷花机场）位於中华人民共和国湖南省张家界市。

## 簡史
- 1988年5月，国务院批准原大庸县级市改成地级市，辖原属自治州的桑植县，原属常德地区的慈利县及新建的永定区，武陵源区。
- 1991年4月18日，时任国务院总理李鹏签署了大庸机场开工令。
- 1991年11月8日，1991年中国湖南张家界国际森林保护节暨中国友好观光年奇山异水游首游式在市区人民广场隆重开幕。同日，举行大庸机场奠基开工典礼。
- 1993年12月22日，大庸机场试航成功。
- 1994年1月14日，大庸机场更名为“大庸张家界机场”。
- 1994年4月4日，国务院批准大庸市更名为张家界市。
- 1994年8月18日，大庸张家界机场宣告正式通航。
- 1995年10月31日，大庸张家界机场更名为“张家界荷花机场”。
- 1999年4月16日，张家界航空口岸开通，并举行首航香港仪式，随即开通了澳门航班。
- 2011年2月24日，张家界航空口岸扩大对外国籍飞机开放通过国家验收。
- 2011年11月17日中国民航局对外宣布“从17日零点起张家界航空口岸正式扩大对外开放，升级为国际空港并对所有外国籍飞机开放”，张家界荷花机场升级为张家界荷花国际机场。
- 2013年對台灣開放兩岸包機航班，由復興航空、中國南方航空營運台北－張家界航線，長榮航空則營運高雄－張家界包機航班。兩岸包機航班為張家界荷花國際機場首度運營之跨境定期航班。
- 2015年9月30日，新航廈正式完工啟用。[3]
- 2021年7月31日，机场因2019冠状病毒病疫情停运，8月30日恢复运营[4]。
- 2023年6月，机场恢复直飞韩国仁川、清州等机场的国际航班。[5][6]

## 航點

### 境內航線
| 航空公司           | 目的地                                                                                            |
| ------------------ | ------------------------------------------------------------------------------------------------- |
| 中国南方航空（CZ） | 广州、深圳、西宁、银川、长沙、南昌、北京/大兴、宁波、贵阳、揭阳、青岛、常州、沈阳、石家庄、哈尔滨 |
| 吉祥航空（HO）     | 杭州、昆明、上海/浦东、南京、大连、太原、惠州                                                     |
| 中国东方航空（MU） | 上海/浦东、杭州、西安、烟台、兰州                                                                 |
| 中国国际航空（CA） | 北京/大兴、北京/首都、成都/天府                                                                   |
| 幸福航空（JR）     | 衡阳、长沙、武汉                                                                                  |
| 桂林航空（GT）     | 徐州、海口、济南                                                                                  |
| 奥凯航空（BK）     | 绵阳、天津                                                                                        |
| 湖南航空 （A6）    | 長春、珠海                                                                                        |
| 重庆航空（OQ）     | 重慶、厦门                                                                                        |
| 上海航空（FM）     | 上海/浦东                                                                                         |
| 春秋航空（9C）     | 上海/浦东                                                                                         |
| 首都航空（JD）     | 西安                                                                                              |
| 四川航空（3U）     | 南京                                                                                              |
| 青岛航空（QW）     | 南通                                                                                              |

### 港澳台/國際航線
近年来大量韩国游客涌入张家界旅游，因此国际航班以韩国航线为主，增班速度甚至和延吉朝阳川国际机场相当。
| 航空公司               | 目的地                      |
| ---------------------- | --------------------------- |
| 中国南方航空（CZ）     | 香港、首爾/仁川             |
| 四川航空（3U）         | 清州、大邱、務安、大阪/關西 |
| 長龍航空（GJ）         | 清州、大邱、襄陽（韓國）    |
| 上海航空（FM）         | 釜山                        |
| 青島航空（QW）         | 香港                        |
| 大灣區航空（HB）       | 香港                        |
| 大韓航空（KE）         | 首爾/仁川                   |
| 首爾航空（RS）         | 首爾/仁川                   |
| 釜山航空（BX）         | 釜山                        |
| 濟州航空（7C）         | 釜山、务安                  |
| 德威航空（TW）         | 大邱                        |
| 易斯達航空（ZE）       | 清州                        |
| 真航空（LJ）           | 濟州                        |
| 馬來西亞峇迪航空（OD） | 吉隆坡                      |
| 越捷航空（VJ）         | 胡志明市、河內              |
| 泰國越捷航空（VZ）     | 曼谷/蘇凡納布               |